# Objektbasierte Programmierung
Unter objektbasierter Programmierung versteht man die Nutzung von Objekten, die durch die Programmierumgebung bereits definiert worden sind.
Beispiele für objektbasierte Umgebungen:
- Microsoft Powershell
- Microsoft Dynamics NAV
- JavaScript[1]

“In object-based scripting, you typically use objects somebody else has already defined for you.”

„Beim objektbasierten Skripting benutzt man typischerweise Objekte, die jemand anderer bereits für die eigene Nutzung definiert hat.“

In objektbasierten Programmierumgebungen stehen nicht unbedingt alle Möglichkeiten der objektorientierten Programmierung zur Verfügung. So gibt es in Microsoft Dynamics NAV unter der Programmiersprache C/AL unter anderem keine Vererbung und keinen Polymorphismus.